# Sternarchorhynchus villasboasi
Sternarchorhynchus villasboasi és una espècie de peix pertanyent a la família dels apteronòtids.

## Descripció
- El mascle pot arribar a fer 13,6 cm de llargària màxima i la femella 13,5.[4][5]

## Hàbitat
És un peix d'aigua dolça, bentopelàgic i de clima tropical.

## Distribució geogràfica
Es troba a Sud-amèrica: el Brasil.

## Observacions
És inofensiu per als humans.